# Rafael Benítez
Rafael Benítez (* 16. dubna 1960, Madrid, Španělsko) je španělský fotbalový trenér, od července 2023 do března 2024 trenér klubu Celta de Vigo.

## Trenérská kariéra

### Valencia

#### Sezóna 2001/02
V roce 2001 se stal Benítez trenérem Valencie, když nahradil Héctora Cúpera, pod nímž se klub usadil mezi evropskou špičkou a v letech 2000 a 2001 dosáhl finále Ligy mistrů UEFA.
V obou případech ovšem Valencia skončila jako poražený finalista. Benítez posílil kádr o záložníka anebo stopera Carlose Marchenu a z hostování nechal stáhnout pravého krajního obránce Curro Torrese. Obranné řady nadále hájili hráči jako Roberto Ayala, Amedeo Carboni a Mauricio Pellegrino, v bráně chytal Santiago Cañizares, v této době náležící mezi nejlepší světové gólmany. Z předchozího trenérského působiště v Tenerife si Benítez přivedl útočníka Mistu.
Odešly naopak hvězdy Gaizka Mendieta a Claudio López.
Pod Benítezem se Valencia jako jeden z mála evropských týmů předváděla rozestavením 4–2–3–1, tedy s pouhým jedním hrotovým útočníkem, dvěma ofenzivními křídly (křídelníky) a dvěma defenzivně laděnými středopolaři.
Madridský rodák se spoléhal na pevnou obranu a pracovité fotbalisty, jeho svěřenci byli dovední v protiútocích.
Vynikal technicky talentovaný Argentinec Pablo Aimar, jenž byl přirovnáván k Diegu Maradonovi.
Novou sezónu 2001/02 v La Lize odstartovala Valencia domácí výhrou 1:0 nad Realem Madrid 25. srpna 2001.
Protože Cúper skončil předchozí sezónu s mužstvem pátý v ligové tabulce, hrála Valencia „pouze“ Pohár UEFA, v němž postupně vyřadila Černomorec Novorossijsk, Legii Varšava, Celtic a Servette. Ve čtvrtfinále však byla vyřazena Cúperovým Interem Milán.
V průběhu prosince roku 2001 čelil Benítez odvolání, místo mu zachránila výhra na půdě Espanyolu Barcelona 3:2, během níž jeho svěřenci stáhli dvougólový soupeřův náskok.
Po výhře 2:1 proti Deportivu Alavés venku 6. února 2002 se Valencia poprvé chopila prvního místa v tabulce.
Venkovní výhrou 2:0 v předposledním 37. kole s Málagou dne 5. května 2002 si Valencia zajistila první mistrovský titul od roku 1971, tedy po 31 letech.
Mužstvo v ligové sezóně vstřelilo „jen“ 51 gólů a 27 jich obdrželo.

#### Sezóna 2002/03
Benítez do druhé sezóny vkročil s výjimkou obránce Anthony Réveillèreho bez posil. V úvodu čekaly valencijské fotbalisty dva zápasy španělského superpoháru proti Deportivu La Coruña, které však oba srpnové střety ovládlo po výhrách 3:0, respektive 1:0.
Premiérové představení ve skupině Ligy mistrů 17. září 2002 dopadlo vítězně, když fotbalisté Valencie vyhráli na domácím stadionu Mestalla nad Liverpoolem 2:0.
I díky další výhře nad Liverpoolem, tentokráte na anglické půdě a výsledkem 1:0,
postoupila Valencia do osmifinálové skupiny, ve které se setkala s konkurencí v podobě Arsenalu, Ajaxu a AS Řím.
Cestu do finále zarazil opět Inter Milán, který navzdory porážce 1:2 ve čtvrtfinálové odvetě ve Španělsku postoupil dále kvůli pravidlu venkovních gólů (doma vyhrál 1:0).
Obhajoba titulu se nekonala, vítězem španělské ligy se stal Real Madrid, který na konci sezóny disponoval náskokem 18 bodů na pátou Valencii, která tímto další sezónu znovu Ligu mistrů nehrála. Oproti předtímní sezóně vybojoval tým o 15 bodů méně.

#### Sezóna 2003/04
Začátkem sezóny 2003/04 si Benítezovi svěřenci vybrali za kapitány dvojici středopolařů Davida Albeldu a Rubéna Baraju.
Útočník Mista zaznamenal 24 gólů napříč různými soutěžemi včetně Poháru UEFA. V tom Valencia dokráčela do finále počtvrté, tentokráte konaném na stadionu Ullevi ve švédském Göteborgu, když prošla přes semifinále proti Villarrealu (0:0, 1:0).
Proti Olympique Marseille 20. května 2004 už Benítez dovedl španělský celek k evropské trofeji, o výhře 2:0 rozhodli Vicente s Mistou.
Ve Valencii tak slavili double, Benítez totiž mužstvo dotáhl k druhému mistrovskému titulu ve třech letech, a to tři kola před koncem sezóny. Nejen Mista pozvedl gólovou potenci mužstva, které soupeřům v ligové sezóně nastřílelo 71 gólů, pouze Real Madrid měl o jeden vstřelený gól navíc.

### Další angažmá

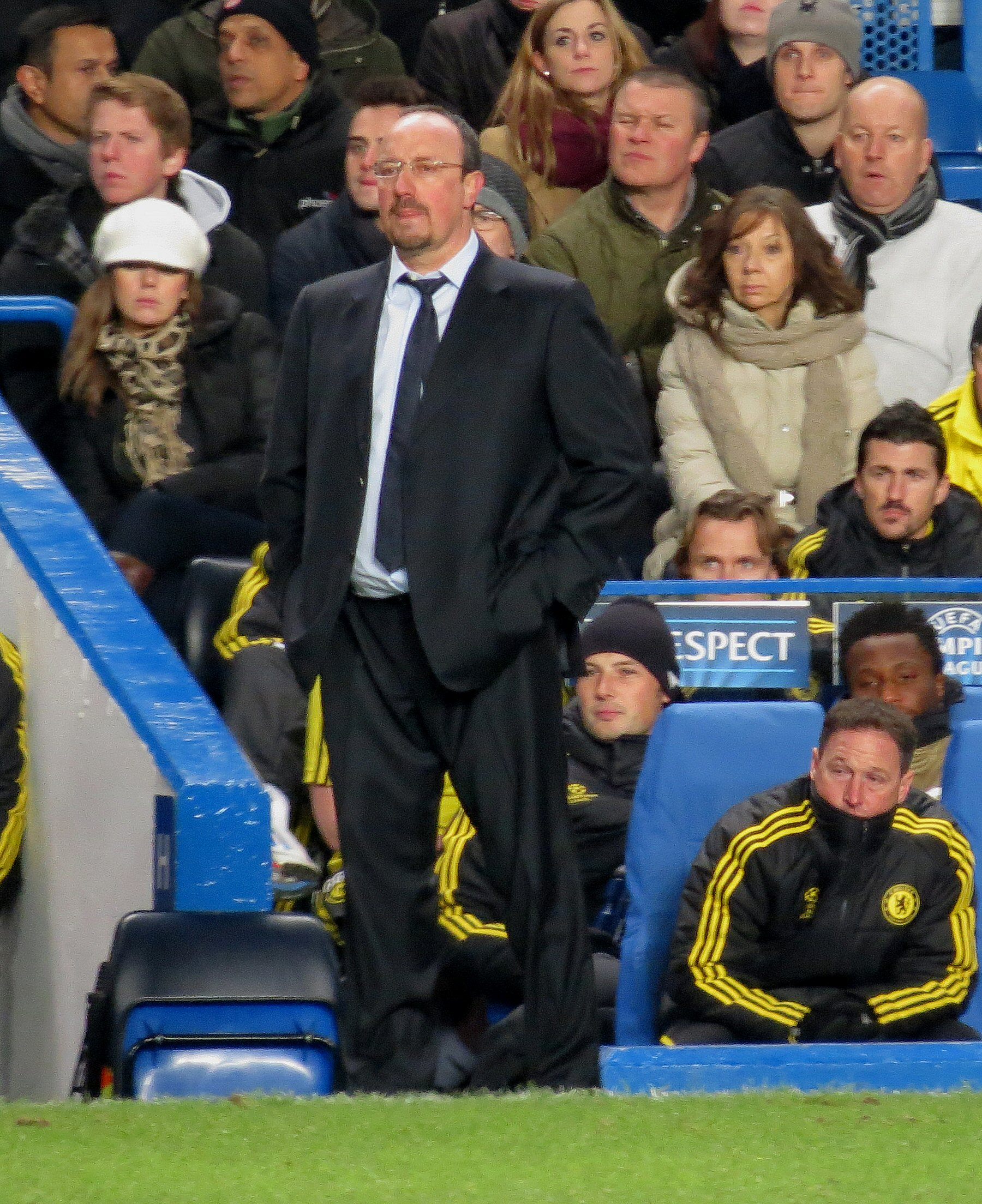
Rafael Benítez během utkání Chelsea proti Nordsjællandu (prosinec 2012)

Benítez byl 16. června 2004 oznámen novým trenérem anglického Liverpoolu, kde vystřídal propuštěného Gérarda Houlliera a kde podepsal pětiletou smlouvu.
Při svém příchodu řekl: „Být tady je jako sen. Jsem velmi, velmi hrdý, že se mohu stát součástí jednoho z nejvýznamnějších klubů na světě v jedné z nejlepších lig na světě – a chci vítězit.“
Benítezovi se podařilo rozmluvit záložníkovi a opoře týmu Stevenu Gerrardovi odchod do Chelsea a pokusil se o totéž
v případě další opory, útočníka Michaela Owena, tentokráte bezúspěšně.
První posilou se stal Španěl Josemi, který se ovšem neprosadil. Za částku 10 milionů liber přestoupil z Realu Sociedad záložník Xabi Alonso, jenž se naopak do základní jedenáctky prosadil.
Zde vyhrál Ligu mistrů 2004/05 v dramatickém finále proti AC Milan, kdy jeho svěřenci prohrávali v poločase už 0:3, ale do konce utkání stihli vyrovnat na 3:3 a průběh zvrátit v penaltovém rozstřelu. Po angažmá v Anglii odchází do Itálie do klubu Inter Milán. V prosinci 2010 se Inter téměř po půlročním působení Beníteze na lavičce milánského klubu dohodl se španělským koučem na rozvázání spolupráce. Nahradil ho trenér Leonardo Nascimento de Araújo.
21. listopadu 2012 převzal A-mužstvo Chelsea FC po odvolaném Robertu Di Matteovi a dovedl ho k titulu v Evropské lize 2012/13. Chelsea zdolala ve finále 15. května 2013 Benfiku Lisabon 2:1. Přesto nebyl mezi fanoušky Chelsea během angažmá v tomto londýnském klubu oblíben.
V květnu 2013 se domluvil s prezidentem SSC Neapol Aurelio de Laurentiisem a přijal jeho nabídku na trenérskou funkci u týmu. Nahradil tak odcházejícího trenéra Waltera Mazzarriho.
3. června 2015 se stal trenérem španělského klubu Real Madrid, smlouvu podepsal na 3 roky.
4. ledna 2016 byl propuštěn po sérii neuspokojivých výsledků, které vyvrcholily remízou 2:2 na hřišti Valencie. Jeho nástupcem se stal Zinedine Zidane.

### Ta-lien I-fang (Dalian Professional)
V červenci roku 2019 zamířil do čínského klubu Ta-lien I-fang (Dalian Professional) v nejvyšší ligové soutěži Chinese Super League, kde kromě role manažera dohlížel na rozvoj infrastruktury (tréninková centra, akademie) a celkovému přiblížení se fungování klubu profesionálním klubům na Západě. V roce 2020 skončil Ta-lien na 12. místě a sestupu unikl až v úspěšné baráži o udržení. V lednu roku 2021 se s ročním předstihem dohodl na ukončení smlouvy po jednom a půl roce ve funkci.